# اناستازیو
اناستازیو (به لاتین: Anastazewo) یک منطقهٔ مسکونی در لهستان است که در Gmina Powidz واقع شده‌است.

## خصوصیات
اناستازیو ۱۲۰ نفر جمعیت دارد.